# Rami Makhlouf
Rami Makhlouf (en arabe : رامي مخلوف) est un homme d'affaires syrien né le 10 juillet 1969 à Damas,.  Cousin maternel de l'ancien président Bachar el-Assad, il est considéré comme l'homme le plus riche de Syrie. 
Il fait partie du cercle restreint du président Assad et aucune entreprise étrangère ne peut faire d'affaires en Syrie sans son consentement et son partenariat,. Makhlouf possède Syriatel, le plus grand réseau de téléphonie mobile en Syrie, ainsi que de nombreuses sociétés, notamment de vente au détail, bancaires et immobilières. Il est accusé dans de nombreuses affaires de corruption, détournement, fraude et trafics.

## Vie privée
Rami Makhlouf, né le 10 juillet 1969, est apparenté à la famille el-Assad par le biais de sa tante, Anissa Makhlouf, épouse de l'ancien président syrien Hafez el-Assad. Sa fortune personnelle est estimée en 2008 à environ 6 milliards de dollars. Il est marié à Razan Othman, ils ont deux fils, Mohammad et Ali.
Rami Makhlouf a demandé la nationalité autrichienne de 2009 à 2011 sans l'obtenir. Entre-temps, il a détenu la nationalité chypriote de 2010 à 2011, révoquée après le début de la guerre civile syrienne.
Un frère de Rami Makhlouf, Hafez Makhlouf, est, jusqu'en 2014 chef d'une des agences de renseignement syrienne, la Direction générale de la sécurité.

## Activités commerciales
Rami Makhlouf est le principal propriétaire de Syriatel, l'une des deux sociétés de téléphonie mobile autorisées en Syrie. Outre Syriatel, il est impliqué dans l'immobilier, les banques, les zones franches le long de la frontière avec le Liban, les boutiques hors taxes, les industries pétrolières et gazières, les médias et les grands magasins de luxe. Selon le Financial Times, il contrôlerait jusqu'à 60% de l'économie syrienne grâce à son réseau d'intérêts commerciaux. Il est également soupçonné d'être impliqué dans un important trafic de drogue, pour l'exportation depuis la Syrie.

### Historique
Makhlouf faisait partie d'un groupe d'initiés connectés qui monopolisent le petit mais croissant secteur privé syrien dans les années 1990.
Alors que le président Hafez el-Assad prépare la succession pour son fils, la répartition des actifs issus de la privatisation commence à évoluer clairement en faveur des Makhloufs. Hafez pensait que la famille Makhlouf pourrait soutenir Bachar sans réserve dans l'environnement politique incertain qui suivrait sa mort, contrairement à d'autres initiés, qui avaient des liens financiers étroits avec le Premier ministre libanais Rafiq Hariri, comme l'ancien vice-président syrien Abdul Halim Khaddam.
Rami et son frère Ihab bénéficient donc d'accès facile à des opportunités telles qu'une licence exclusive pour exploiter un réseau de magasins de vente au détail hors taxe, où une partie importante des marchandises est redistribuée à l'intérieur du pays. Les observateurs politiques admettent généralement que la grande richesse de Makhlouf est le résultat de ses liens familiaux étroits avec le gouvernement syrien. Au moment où Bachar prend le pouvoir en 2000, Rami Makhlouf est bien établi.
On rapporte que Bachar el-Assad, avant de devenir président, tentait, lors des réunions officielles, d'établir des contacts commerciaux avec Rami. Dans les câbles diplomatiques américains divulgués par WikiLeaks, Rami Makhlouf est décrit comme un puissant financeur du gouvernement. Makhlouf est en outre accusé d'avoir détourné illégalement des appels téléphoniques libanais via la Syrie avec l'aide de l'homme d'affaires Pierre Fattouch au profit de Syriatel.
Rami Makhlouf aurait tenté en 2004 de reprendre la concession de Mercedes en Syrie, en garantissant l'adoption d'une loi refusant à Mercedes le droit d'importer des pièces à moins que Makhlouf lui-même ne devienne l'agent exclusif de Mercedes en Syrie. Mercedes voulait garder la famille Sankar, qui avait la concession depuis les années 1960 et cesse toute activité en Syrie jusqu'à ce que le différend soit résolu, et que la concession Mercedes soit à nouveau contrôlée par la famille Sankar.

### Actuelle
Les intérêts commerciaux actuels de Rami Makhlouf sont vastes, notamment dans les industries pétrolières et gazières de la Syrie, les banques, la construction et les boutiques hors taxe (duty free). Il est le propriétaire majoritaire de Cham Holding qui investit dans le tourisme de luxe, les restaurants et l'immobilier via Bena Properties. Cham Holding contrôle également Syrian Pearl Airlines, la première compagnie aérienne privée autorisée dans le pays. Il est également investi dans plusieurs banques privées établies en Syrie, telles que la Banque islamique internationale de Syrie, la Banque Al Baraka, l'International Bank of Qatar (en), la Banque Cham et la Bank of Jordan in Syria ; dans des sociétés d'assurance et de services financiers, comme Cham Capital.
Comme son père, Mohammad Makhlouf, il est actif dans le secteur pétrolier, via la compagnie pétrolière britannique Gulfsands Petroleum. Il est également investi dans des sociétés immobilières telles que Sourouh, Fajr, Al Batra et Al Hada'iq ; dans des entreprises touristiques comme Al Mada'in et dans des entreprises médiatiques comme le quotidien Al Watan, la station de radio / télévision Ninar et la chaîne satellite Dunya TV ; des agences de publicité comme Promedia ; des entreprises d'enseignement telles que les écoles internationales de Choueifat ; dans l'industrie à travers la société Eltel Middle East ; et dans des entreprises de travaux publics comme Ramak TP,.
Rami Makhlouf possède de vastes propriétés foncières aux îles Vierges américaines, qui font l'objet d'un litige. En raison de ce litige, il transfère ses avoirs américains à son frère Ihab. En 2008, le département du Trésor américain gèle les actifs américains et restreint les transactions financières de Rami Makhlouf.
Les Makhloufs ont également le monopole de l'importation de tabac en Syrie.
Makhlouf entretient des relations étroites avec Bouchra el-Assad, la sœur aînée de Bachar et son mari Assef Chaoukat. Il gère également un certain nombre de projets commerciaux au Liban avec Maher el-Assad, le frère cadet de Bachar. Il y a des  tensions entre eux, ce qui expliquerait pourquoi des parties de l'entreprise Makhlouf ont été transférées en 2005 à Dubaï. Des observateurs pensent que les transferts sont effectués parce que les Makhloufs craignaient de devenir les boucs émissaires d'une campagne de propagande sur le thème de la lutte contre la corruption.

## Accusations de corruption, blanchiment et trafic
En février 2008, le département du Trésor américain désigne Rami Makhlouf comme bénéficiaire et facilitateur de la corruption publique en Syrie. Son influence et ses relations au sein du gouvernement lui permettent de contrôler l'émission de certains types de contrats de marchandises rentables. Selon le Trésor américain, « Makhlouf a manipulé le système judiciaire syrien et utilisé des responsables des renseignements syriens pour intimider ses concurrents. Il a utilisé ces techniques en tentant d'acquérir des licences exclusives pour représenter des entreprises étrangères en Syrie et pour obtenir des contrats ». Le 10 mai 2011, l'Union européenne le sanctionne pour « avoir financé le gouvernement et permis la violence contre les manifestants »,.
Makhlouf contrôlait trois sociétés syriennes proches du gouvernement de Bachar el-Assad - Maxima Middle East Trading, Morgan Additives Manufacturing et Pangates International. Ces sociétés ont utilisé les sociétés écrans Mossack Fonseca enregistrées aux Seychelles et dans les îles Vierges britanniques pour éviter les sanctions internationales imposées à Makhlouf. Il payait le carburant d'hélicoptères de l'armée de l'air syrienne par le biais de sociétés écrans, par exemple. Le Trésor américain a sanctionné Makhlouf, accusant Pangates d'avoir fourni au gouvernement Assad mille tonnes de carburant d'aviation.
Makhlouf a été en mesure de poursuivre ses opérations sans entrave par le biais des sociétés écrans car aucune de ces juridictions ne relevait du droit américain ; cependant, les sanctions de l'UE ont affecté les sociétés des îles Vierges britanniques. HSBC déclare au cabinet d'avocats que les autorités suisses avaient gelé les comptes de Makhlouf et qu'« elles n'ont eu aucun contact avec le bénéficiaire effectif de cette société depuis 3 mois ». Le tribunal administratif fédéral de Suisse a rejeté en 2015 un appel du blocage concernant son utilisation d'une somme non divulguée dans ses comptes suisses.
Rami Makhlouf est considéré par les opposants comme un symbole de corruption en Syrie. À Deraa pendant la guerre civile syrienne, les manifestants le traitent de "voleur". Le dissident syrien Riad Seif est arrêté et emprisonné pendant plusieurs années en raison de ses critiques à l'égard de Rami Makhlouf. Seif, député et l'un des critiques les plus ardents du gouvernement syrien, se fait connaître en dehors de la Syrie en raison de ses critiques envers le gouvernement lors du printemps de Damas en 2001. Malgré plusieurs avertissements du gouvernement syrien de ne pas interférer, Seif lance une campagne anti-corruption en septembre 2001 contre la manière dont les deux licences de téléphonie mobile GSM ont été accordées, dont une au Syriatel de Maklouf. Peu de temps après, Seif perd son immunité parlementaire et est arrêté et emprisonné pendant cinq ans. Les observateurs des Nations unies lors de sa commission d'enquête sur la République arabe syrienne, créée en 2011, documentent « des arrestations massives par les forces du régime, entraînant la disparition forcée de grands groupes d'hommes en âge de combattre ».
Makhlouf est impliqué dans le scandale des Panama Papers de 2016, qui détaillait son contrôle sur les industries nationales syriennes. Son nom apparait également dans le cadre de l'enquête Swissleaks. Frederik Obermaier, un journaliste d'investigation du journal allemand Süddeutsche Zeitung, déclare à Democracy Now! : « [Mossack Fonseca] a réalisé que [Makhlouf] était le cousin, et ils ont réalisé qu'il avait été sanctionné, et ils se sont rendu compte qu'il serait l'un des financiers du régime syrien. Et ils ont dit : "Oh, il y a cette banque qui fait toujours des affaires avec lui, nous devons donc continuer à le garder aussi". ».
Sous les sanctions américaines et européennes, la société syrienne Cham Wings, détenue par Rami Makhlouf, a fait neuf allers-retours entre Damas et la Libye. Ces vols transportent des mercenaires syriens recrutés par la Russie et financé en partie avec de l'argent par les Émirats arabes unis, pour se battre aux côtés des forces du général Khalifa Haftar. En outre, de nombreux vols entre les deux pays servent au trafic de drogue. La situation chaotique en Libye a offert un marché idéal pour la distribution et la vente de médicaments depuis que la Syrie est devenue une vaste plate-forme pour ces trafics, que le régime syrien utilise pour financer ses opérations et recouvrer des fonds.
Il est par ailleurs, cité dans les révélations des Paradise Papers, en novembre 2017,.

## Guerre civile syrienne
Des militants de l'opposition pendant la guerre civile syrienne accusent Makhlouf de financer des manifestations progouvernementales en Syrie et à l'étranger, en fournissant des drapeaux, des repas et de l'argent aux participants. Le magnat insiste sur le fait que ses entreprises sont légitimes et fournissent un emploi professionnel à des milliers de Syriens.
Le 9 mai 2011, Makhlouf déclare que « s'il n'y a pas de stabilité ici, il n'y a aucun moyen qu'il y ait de stabilité en Israël » et ajoute : « aucun moyen, et personne ne peut garantir ce qui se passera après, Dieu nous en préserve, tout ce qui arrive à ce régime », dans une interview accordée au New York Times.
Le 16 juin 2011, Makhlouf a déclaré qu'il « quitterait la scène des affaires syriennes ». Les Syria Files (wikileaks) examinés par Al Akhbar montrent que Makhlouf a continué d'investir dans plusieurs banques en 2011 et 2012. Fin janvier 2012, il a acheté environ 15 fois plus d'actions (127 000 000 livres sterling en valeur) qu'il n'a vendu 8 670 000 livres sterling, principalement dans Qatar National Bank – Syria et Syria International Islamic Bank.
Le 5 juillet 2012, on signale que la Banque centrale des Émirats arabes unis avait ordonne aux banques et aux institutions financières de rechercher et de fournir des informations sur tous les actifs et transactions financiers effectués par l'élite dirigeante syrienne, dont Rami Makhlouf. Cette recherche est fondée sur la décision du Conseil ministériel de la Ligue arabe du 27 novembre 2011 d'imposer de multiples sanctions à la Syrie, ainsi que sur les décisions rendues par l'Union européenne et les États-Unis impliquant des sanctions économiques contre la Syrie.
À l'été 2019, le réseau caritatif de Makhlouf, Bustan, est contraint de fermer, même s'il a engendré une milice d'environ 20 000 hommes, selon la BBC.
Makhlouf est également accusé de contrebande de pétrole en Syrie, en violation des sanctions internationales.

### Tensions internes
En décembre 2019, Makhlouf est accusé par les autorités syriennes d'avoir fait rentrer en contrebande des marchandises en Syrie. Celles-ci saisissent plusieurs avoirs de Makhlouf qui, de plus, reçoit une amende estimée à plusieurs milions de dollars américains. Makhlouf déclare que le montant de cette amende est de 130 milliards de livres syriennes, soit 202 millions de livres sterling. D'autres sources parlent de 300 millions de dollars ou de 180 millions de dollars,.
En avril 2020, les autorités égyptiennes saisissent de la drogue cachée dans une cargaison de packs de lait d'une société appartenant à Makhlouf. Makhlouf affirme que cette saisie a été organisée pour lui nuire.
En mai 2020, Makhlouf publie une vidéo sur Facebook dans laquelle il se plaint des injustices qu'il subit de la part des autorités syriennes. Il se défend des accusations d'évasion fiscale (de son entreprise Syriatel) en s'adressant directement au président Bachar el-Assad, son cousin. Makhlouf annonce qu'il va payer ses amendes mais demande au président de contrôler comment l'argent est dépensé. Deux jours plus tard, il publie une autre vidéo sur Facebook, dans laquelle il mentionne que les forces de sécurité syriennes ont arrêté certains de ses employés. 
Plusieurs analyses, pas exclusives, tentent d'expliquer ces tensions. Pour certains, il s'agit d'une lutte d'influence pour le contrôle des ruines de l'économie syrienne entre la première dame, Asma el-Assad, et Makhlouf. Selon Muhannad Al-Hajj Ali, chercheur au Carnegie Middle East Center (en), « de nombreux hommes d'affaires fidèles à Asma Assad ont concurrencé Makhlouf pour le contrôle de ressources qui se réduisent, après l'effondrement de la livre syrienne, ainsi que des sanctions et ont rendu l'espace dans lequel ils rivalisent étroit et difficile ». En outre, les autorités syriennes auraient pu cibler Makhlouf afin de trouver des ressources avant la mise en œuvre des sanctions américaines liées à la loi César. La Russie, dont dépend militairement Assad, est aussi accusée de chercher à évincer Makhlouf pour récupérer les bénéfices de plusieurs sociétés liées à Makhlouf, dont Syriatel,.
Le 17 mai, Rami Makhlouf publie une autre vidéo sur Facebook, où il mentionne une pression croissante sur lui pour qu'il remette des bénéfices ou pourrait être arrêté. Le 19 mai, le gouvernement syrien saisit tous les biens appartenant à Makhlouf. Le 21 mai, un tribunal syrien suspend temporairement Makhlouf. Le 25 juin, le gouvernement syrien met fin aux contrats hors taxes (duty free) dans tous les ports et postes frontières avec des sociétés affiliées à Makhlouf.

## Voir également
- Famille el-Assad